# すいせん (フェリー・初代)
すいせんは、新日本海フェリーが運航していたフェリー。

## 概要
ニューすずらん、ニューゆうかりの代船として、僚船のすずらんと共に石川島播磨重工業東京第1工場で建造され、1996年6月11日に敦賀 - 小樽航路に就航した。就航当時は日本最速のフェリーで、1996年のシップ・オブ・ザ・イヤーを受賞した。船名は福井県の県花であるスイセンに由来する。
後に北海道側の発着地の変更により、2002年9月から敦賀 - 苫小牧航路での運航となった。2代目すいせんの就航により、2012年6月30日をもって定期運航から引退した。
定期航路からの引退後はIHI相生事業所に係船されたのち、2019年に韓国・韓昌海運に売船され束草-舞鶴-スラヴャンカ-ウラジオストク間の国際航路へ2020年第3四半期の就航予定が計画されていたものの、その後ウラジオストクから日本への航路はドウォン海運「イースタン・ドリーム」による運航となり用いられず、2022年9月にバングラデシュ・チッタゴンへスクラップとして移送された。

## 船内
船体は6層構造で上部から羅針儀船橋甲板、航海船橋甲板、A甲板、B甲板、C甲板、D甲板、第2甲板、タンクトップとなっている。航海船橋甲板、A甲板、B甲板が旅客区画および乗組員区画、C甲板とD甲板が車両積載区画で、D甲板以下の階層に機関室が設けられている。ランプウェイは、C甲板およびD甲板の右舷船尾に各1箇所、D甲板の船尾中央に1箇所装備している。
インテリアは「光」を基調とし、採光を多く取り入れて乗客が光を五感で実感できるものとした。

### 船室
- スイートルーム（ダブル・4室 5階） - 専用テラス付
- 特等→デラックスルームB・海側（ツイン・14室、和室・6室 5階）
- 1等→ステートルームB・海側（4階ツイン26室・和室10室、3階二段ベッド34室）
- 2等→ツーリストA（内側 3階）
  - 二段ベッド・10室（旧2等洋室）
  - カーペットルーム・2室（旧2等和室）
- ドライバールーム（3階4室）・内側

### 設備
5階
- ビデオシアター

4階
- ゲームルーム
- チルドレンルーム
- ビデオルーム
- レストラン「Onyx」
- カフェテリア
- グリル「Malachite」
- プロムナード
- スポーツルーム
- ジャグジー（夏期のみ）
- サウナ
- シャワー

3階
- 売店
- フォワードサロン「Lapis Lazuli」
- 展望浴室
- ドライバー浴室
- ドライバー食堂
- ペットスペース

## 事故・インシデント

### 旅客船すいせん遭難事件
2003年1月5日、7時30分、苫小牧港から敦賀港へ向かって航行中であった本船は、通風ダクトを通じて海水が主機室に流入し、主機冷却清水ポンプ駆動電動機を焼損したため、主機が運転不能となり、久六島の南西8.8海里で航行不能となった。第二管区海上保安本部への通報、秋田支店を通じて曳船の要請が行われたが、曳船は荒天で出動不能だった。陸岸への圧流対策を行いつつ、主機を運転するため、消防ポンプの電動機を転用して清水ポンプの復旧が試みられたが、過電流で運転できないことが判明したため、暖気ポンプを使用した左舷主機の低出力運転が試みられ、15時39分に約6ノットで航行を再開した。来援した巡視船の伴走を受けつつ、21時15分に船川港沖に到着、錨泊し翌6日に秋田港に着岸した。乗員31名、旅客456名、車両253台に被害はなかった。
通風ダクトから海水が流入した原因は、左舷吸気ダクトの目皿およびドレン排出管がダクト内の錆屑などで閉塞していたところに、荒天により左舷給気ダクトから多量の海水が流入、排水されず生じた滞留水が船体の動揺により移動、通風機ダクトを通じて清水ポンプ電動機の上部に設けられていた吹出口から降り注いだとされた。本船から騒音軽減のため、従来船では最上層の暴露甲板に設けられていた主機給気ダクトの吸気口が、舷側に移されていた。そのため、腐食に対して注意が必要であったが、給気ダクト内部の十分な点検が行われていなかったため、錆屑による閉塞に至った。事故発生当時、天候は曇だったが、3個の発達した低気圧の影響で風力8の西北の風が吹いており、波高は5メートルであった。周辺海域では海上強風警報、海上暴風警報のいずれかが発令されていた。
荒天下での漂流事故であり、乗客数も多く座礁した場合には大惨事となる事が予想されることから、秋田海上保安部からちようかい（PL-112）、函館海上保安本部からつがる（PLH-02）、新潟海上保安本部からえちご（PLH-08）などが派遣され、特殊救難隊、航空自衛隊秋田救難隊などにも応援要請がなされた。また、漂流が長時間に及んだのは、乗組員による復旧措置が適切でなかったためとされた
。